# Carlos Noel
Carlos Martín Noel (Buenos Aires, Argentina, 30 de agosto de 1886 - Poços de Caldas, Brasil, 3 de enero de 1941) fue un diplomático y político argentino, intendente de Buenos Aires entre 1922 y 1927.

## Carrera
Noel hizo sus estudios secundarios en el Colegio Nacional de Buenos Aires, graduándose en 1904. Estudió posteriormente en París doctorándose en diplomacia y obteniendo un bachillerato en letras, en la Escuela de Altos Estudios Sociales y la Universidad de La Sorbona, respectivamente. Ya desde su juventud estuvo ligado al mundo empresario ya que su abuelo Carlos Noel fue el fundador de la marca de dulces y chocolates Noel.
En 1915 se afilió a la Unión Cívica Radical, al año siguiente fue elegido presidente de la Unión Industrial Argentina, y en 1917 fue elegido concejal del municipio de Las Conchas. Entre 1920 y 1922 se desempeñó como embajador argentino en Chile. 
En ese mismo año fue designado intendente de Buenos Aires por el entonces presidente de la Nación, Marcelo Torcuato de Alvear. Renunció a su cargo en 1927.
Fue diputado nacional, representando a la ciudad de Buenos Aires, por dos períodos (1936-1940 y 1940-1944), viéndose el último período trunco por su muerte. Fue presidente de la cámara durante 1936, 1937 y 1940.
Murió en Brasil, en 1941.

## Gestión como intendente
Durante la gestión municipal de Carlos Noel se en la construcción de la Avenida Costanera Sur, que hoy lleva su nombre en homenaje.
Sin embargo, para comienzos de la década del veinte, la ciudad tenía dos caras bien diferenciadas. Por un lado estaba el “centro” luminoso, poblado de teatros, confiterías, negocios y numerosos edificios que crecían en altura. Mientras tanto, el mundo de la ciudad de extramuros era totalmente distinto. Los nuevos barrios se habían formado gracias a los planes de financiación que las inmobiliarias ofrecían a los sectores populares, aunque se trataba de lotes sin la más mínima infraestructura. Allí, el paisaje estaba dominado por terrenos descampados, bañados y algunas quintas de verduras y frutales, molinos, alfalfares u hornos de ladrillos. No había calles, sino senderos, transitados por gallinas. Era familiar ver al lechero ordeñando al pie de la vaca casa por casa, u observar bandadas de chicos que se divertían gratuitamente en los salvajes montes cercanos a sus casas. Como ya se dijo, se trataba de familias obreras e inmigrantes que solo en esos sitios encontraban la ventaja de no habitar hacinados como en los conventillos del centro.

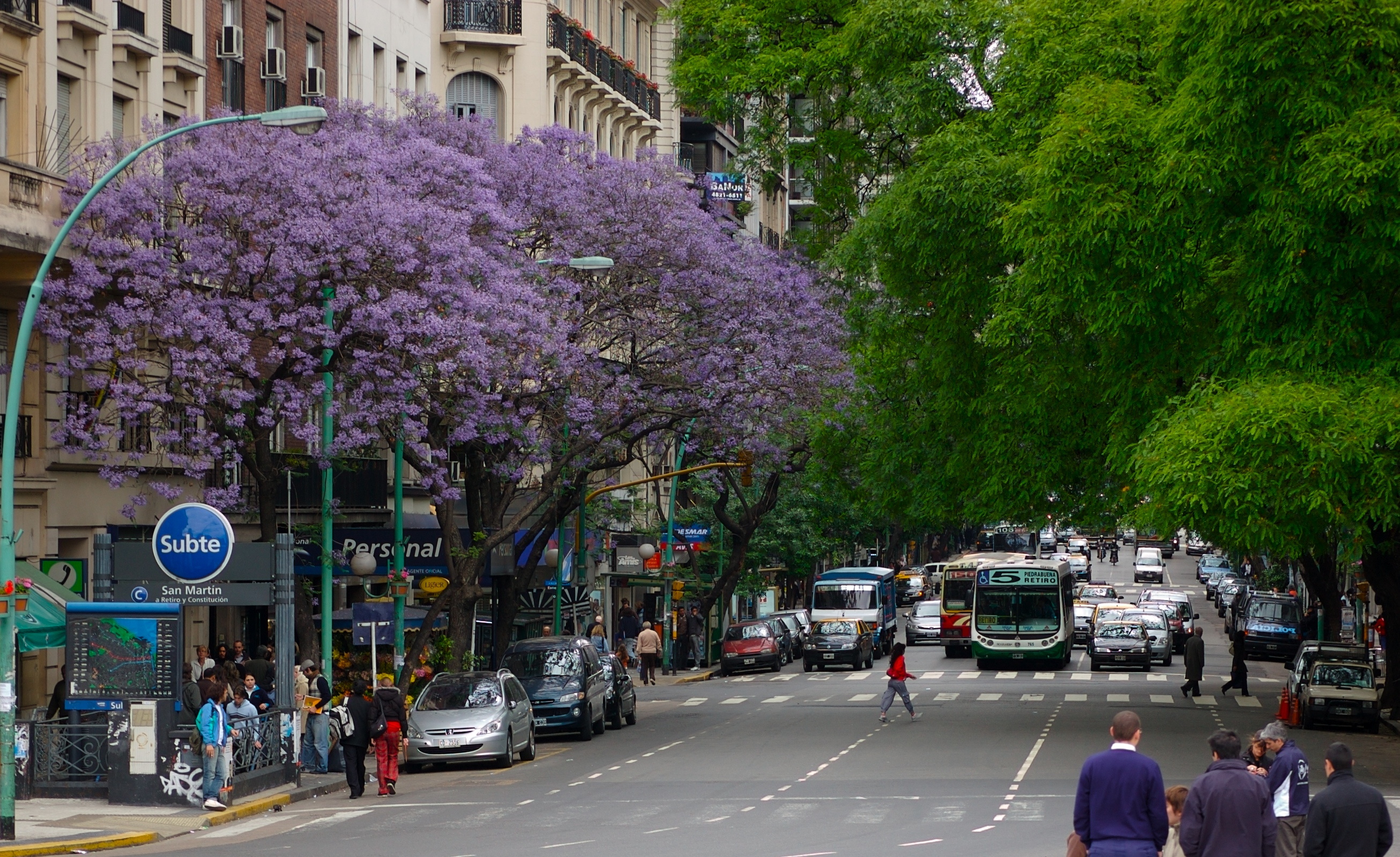
La Avenida Santa Fe, ensanchada durante la gestión de Noel.

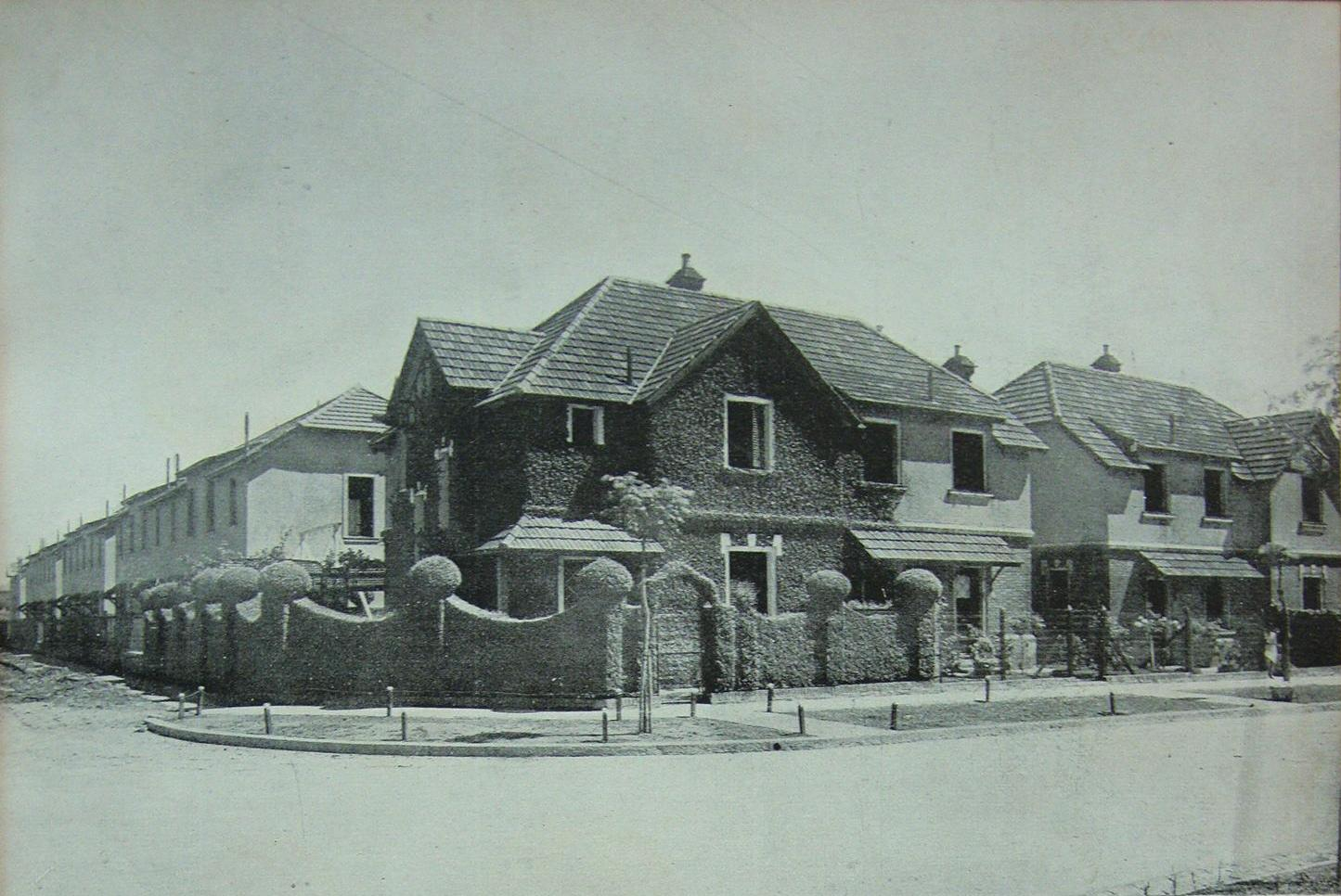
Barrio Rawson, construido entre 1928 y 1934 por la Comisión Nacional de Casas Baratas.

Estos nuevos loteos convivían a su vez con numerosas propiedades de gran extensión, que permanecían sin urbanizar, lo que para la Municipalidad representaba un serio problema, ya que estos verdaderos "latifundios" generaban la presencia de zonas aisladas, además de entorpecer el tránsito.

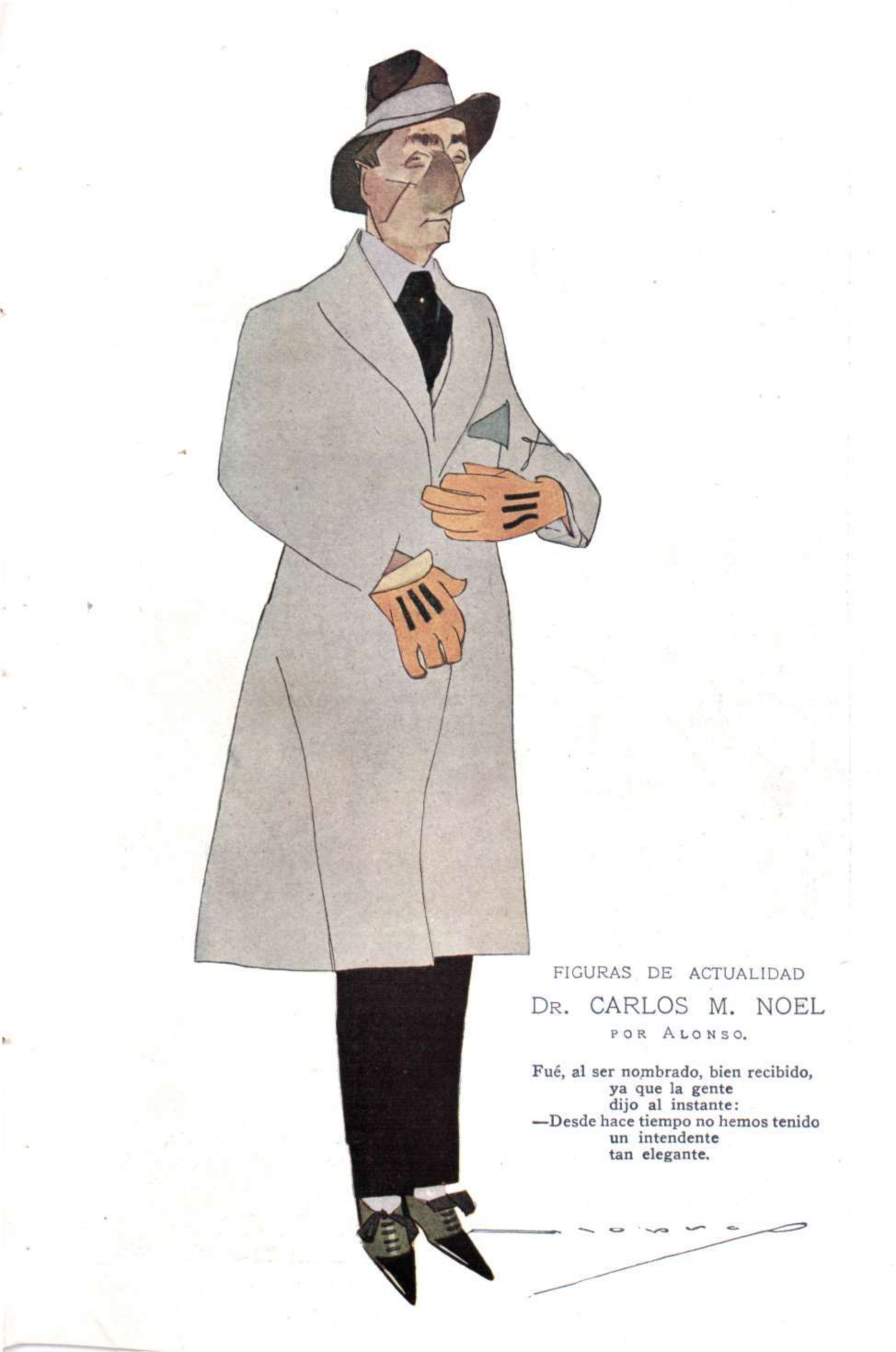
Retratado por Alonso en Caras y Caretas (1922)

Ante la ausencia del Estado, los nuevos vecinos se habían organizado para reclamar por mejoras urgentes y para ello formaron instituciones de fuerte capacidad identificatoria con el territorio: nacía así la "Sociedad de Fomento", verdadera institución inclusiva y formadora de ciudadanía. Paralelamente también surgió otro tipo de entidad de igual importancia: el "Club Social y Deportivo", que con sus bibliotecas populares, sus bailes, y la conformación de un equipo de fútbol barrial, se convirtió en una herramienta social fundamental. 
Todas las propuestas de la gestión Noel apuntaron a solucionar las necesidades de estos nuevos sectores populares. Los resultados se tradujeron en 1923 en un «plan de saneamiento para los barrios suburbanos», apuntando a completar los equipamientos y sobre todo las redes de infraestructuras. 

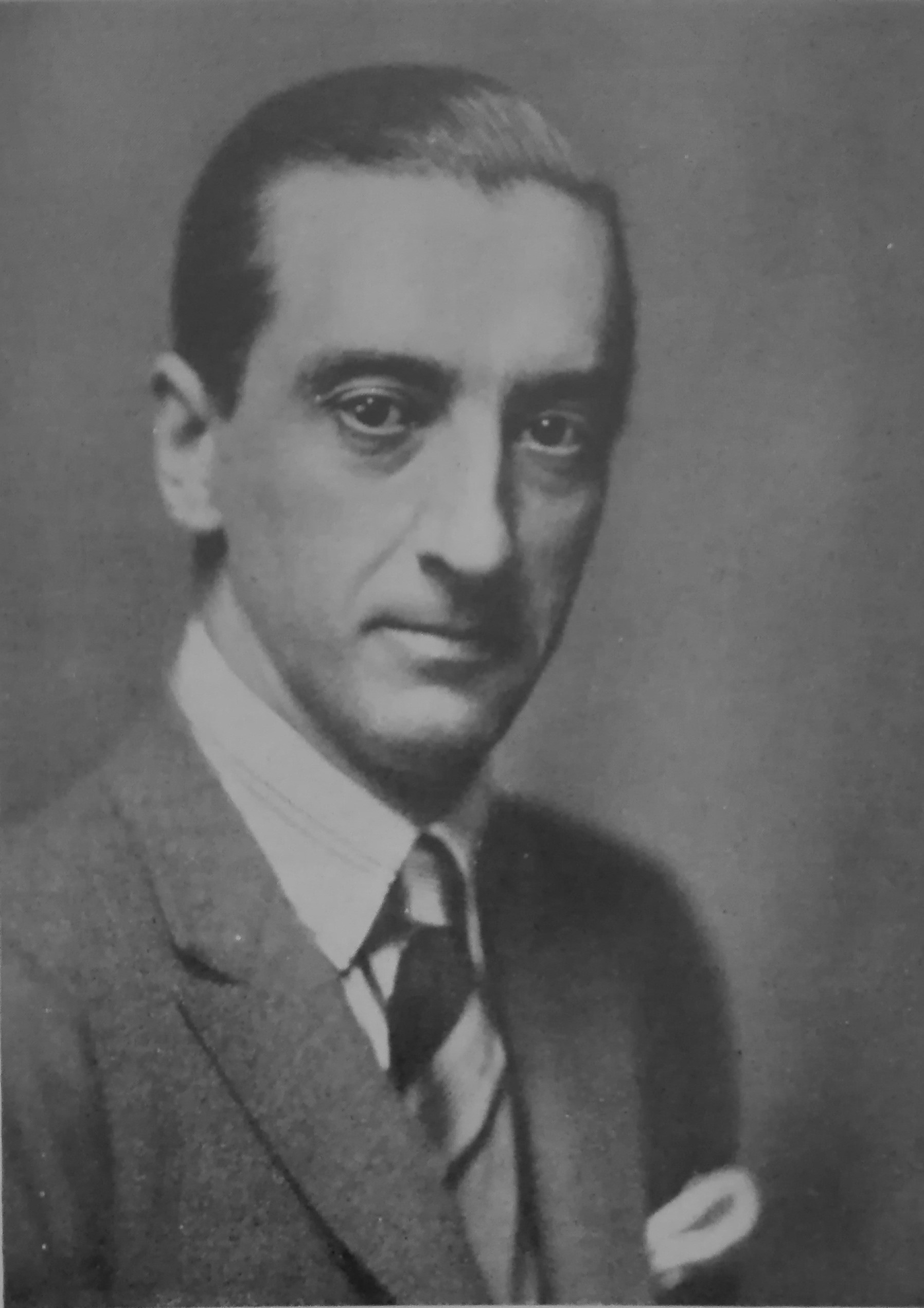
Retrato de Noel

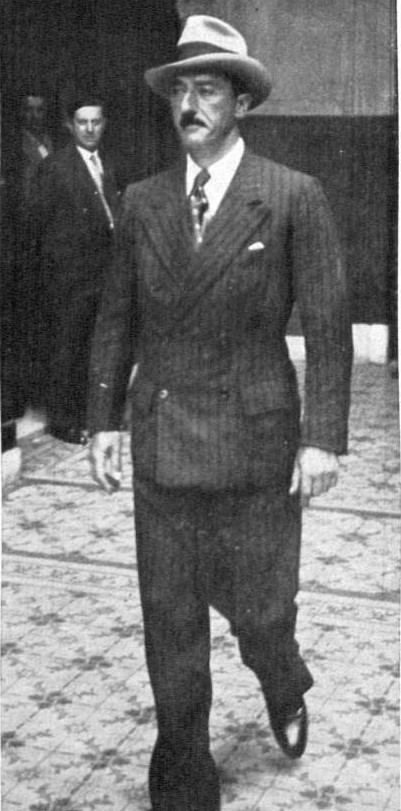
Carlos Noel en los años 1930.

El plan puso énfasis en el diseño de los espacios para una “descentralización” en consonancia con los principios del Civic Art (Arte Cívico). Para ello se trazó una red de circulación vial que organizara la extensión y que articulara a los centros cívicos y a los conjuntos monumentales transformándolos en núcleos de desarrollo. Se contempló además la necesidad de nuevos barrios obreros (incluyendo equipamiento específico), estadios deportivos y espacios verdes jerarquizados (parques, plazas y patios de juegos) conectados a la nueva red de avenidas parquizadas (boulevards), en su mayor parte oblicuas al trazado en damero preexistente. Dicho estudio, también preveía recuperar la costa del río, desactivando Puerto Madero y comunicándolo con el centro de la ciudad; se preveía trasformar la red ferroviaria, sobre todo en la resolución de los accesos a la ciudad y a la eliminación de los pasos a nivel que interrumpían la conectividad transversal urbana; también se destacó la necesidad de reequilibrar la zona sur que se hallaba degradada conrespecto al sector norte. Todas estas obras requerían de una importante intervención pública. 
El nuevo proyecto estaba basado principalmente en el modelo de la “City Beautiful”, que contó con importantes desarrollos en Estados Unidos e inspiró proyectos de ciudades nuevas en territorios imperiales como Nueva Delhi o Canberra. Este modelo de ciudad brindaba un peso importante al suburbio como pieza clave para la comprensión conjunta del dispositivo metropolitano, motivo por el cual recibió fuertes críticas de aquellos sectores que mantenían el ideal de una ciudad concentrada. En el Plan Noel la nueva figura urbana estaba integrada por la cuadrícula pública y se articulaba mediante un sistema continuo de avenidas y parques.[cita requerida]
Todos los datos obtenidos en este documento se plasmaron en el Reglamento de Edificación de 1928 y en legislaciones urbanísticas de expropiaciones que en su conjunto apuntaban a constituir un municipio "regulador" pero también "interventor" y "previsor". En este mismo sentido, el “Proyecto Orgánico” también buscaba la puesta en coherencia de los planes existentes como una etapa preliminar para un futuro Plan Regulador. Allí, conjuntamente con los fundamentos “científicos” y de “descentralización administrativa”, se formula por primera vez la necesidad de considerar a la a la región circundante, o mejor dicho, a los partidos aledaños, como una dimensión inseparable de la ciudad en materia de gestión. «Los numerosos pueblos que circundan nuestra urbe (...) han de contemplar su posible anexión al ejido de la Capital, puesto, que, situados a lo largo de su cinturón urbano, están llamados a compartir su porvenir y ser en el presente fuentes de abastecimiento y tributarios de los servicios urbanos de la Capital Federal» (Intendencia Municipal, 1925:332). Esta nueva perspectiva fue introducida por Jean Claude Nicolás Forestier, paisajista y funcionario de la Municipalidad de París, convocado por el intendente en 1923, a los efectos de elaborar un plan para los espacios verdes metropolitanos. Más allá de la originalidad de los aportes en sus diseños de parques, es importante marcar que su óptica introdujo una nueva perspectiva sobre los problemas de Buenos Aires.

## Plan Noel '25
En el año 1925, la Municipalidad de la Ciudad de Buenos Aires publica el Plan Regulador y de Reforma de la Ciudad. Un trabajo elaborado por la Comisión de Estética Edilicia conformada, en abril de 1923, presidida por el intendente municipal, Dr. Carlos M. Noel, durante la presidencia de Marcelo T. de Alvear. La Comisión estuvo integrada por el Arq. René Karman (representante del MCBA), Arq. Carlos Morra (presidente de la Sociedad Central de Arquitectos), Ing. Sebastián Ghigliazza (director de Arquitectura del Ministerio de Obras Públicas de la Nación) y el Arq. Martín Noel(presidente de la Comisión Nacional de Bellas Artes). El Proyecto Orgánico y el Plan regulador y Reforma de la Ciudad, se constituyen en el primer documento en dar respuesta al fenómeno expansivo de la ciudad, regulando y normalizando su crecimiento con parámetros urbanísticos modernos.
Ya en el 1880 se hizo el trabajo más duro respecto a la urbanización, por eso se usa la palabra "estética" con este plan, que sería el embellecimiento. Se volcaban hasta antes de este plan en el diseño de mansiones y edificios para el gobierno y sus 3 poderes o monumentos urbanos, como Av de Mayo. Por eso, se va a plantear ahora para que se haga en toda la ciudad, que sea un palacio.
Lo hispánico se mezclaba con lo afrancesado académico y con elementos del urbanismo británico, en la expresión final de las intervenciones propuestas por el plan, Europa es puesta en acto aquí, por eso se la llamaba "Ciudad europea de frontera"
Programa edilicio:
- La reconquista del Río
- Diagonal Norte y Sur, Av. Santa Fe
  1. Construcción de otras edificaciones nacionales, del Palacio Municipal, Industria y comercio
  2. Idea de la Diagonal Sur culminando con el Palacio Municipal, cosa de que juegue una función simétrica respecto al Palacio de Tribunales que terminaba en Diagonal Norte y el Congreso que culminaba con Av. de Mayo. Un sistema de 3 grandes av a la manera de las del París del barón Houssman

- Embellecimiento del Barrio Sur

1. Énfasis para corregir el desequilibrio Norte-Sur

- Plaza de Mayo

1. Nuevo centro de Gobierno, demolición del cabildo ( salvo la sala de Representantes)
2. Nuevo casa de Gobierno más todos los ministerios

- Reglamentación de la Plaza del Congreso, del Paseo Colon y de algunas Plazas

1. Se proponen modelos europeos, en especial de París

- Barrios Obreros, jardines y estadios deportivos, embellecimiento suburbano

1. Para la necesidad de los vecinos, para una armonía general
2. Ideas de descentralización
3. Cada barrio tendrá una gran plaza destinada a los ejercicios físicos

- La limpieza del asilo de los mendigos para hacer museos
- Los puentes ferroviarios metálicos

1. Se propone disimularlos con apropiadas arquitecturas cuestiones en que lo estético reviste lo ideológico

## Familia

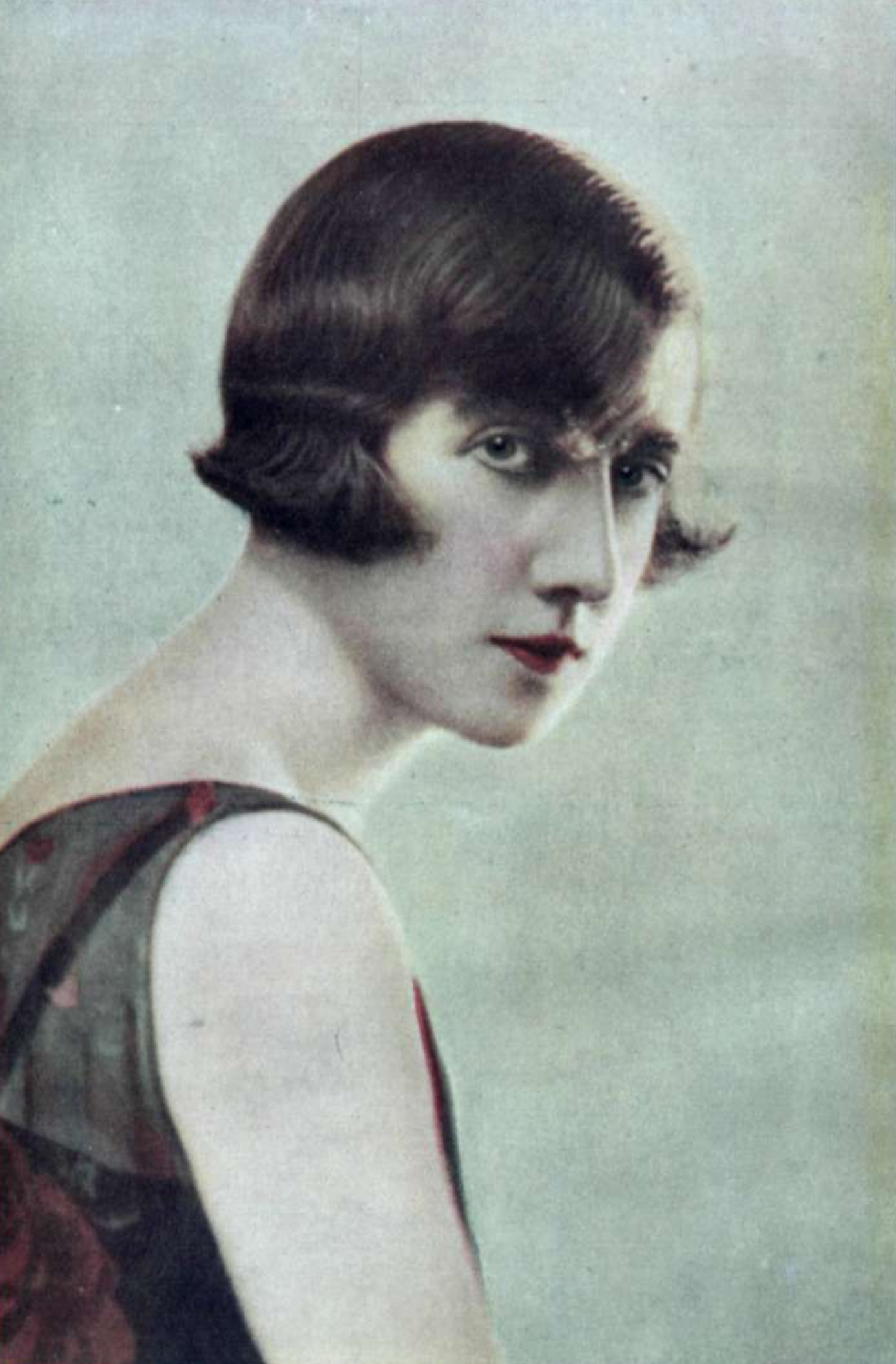
Josefina Acosta, esposa de Carlos Noel.

Contrajo matrimonio con Josefina Acosta Font.

## Publicaciones
Entre sus obras se incluyen: 
- La boda de don Juan
- La burguesía francesa y la obra de Alfredo Capus
- Las ideas sociales en el teatro de Dumas (hijo)
- La evolución económica de la República Argentina
- Principios y orientaciones